# 후쿠오카현 제7구
후쿠오카현 제7구(福岡県 第7区)는 일본의 중의원 선거구이다. 1994년 공직선거법으로 신설되었다.

## 지역
- 오무타시
- 야나가와시
- 야메시
- 지쿠고시
- 미야마시

## 역대 중의원 의원
- 고가 마코토 (소속정당: 자유민주당, 임기: 1996년 ~ 2012년)
- 후지마루 사토시 (소속정당: 자유민주당, 임기: 2012년 ~ 현재)